# 4499 Davidallen
A 4499 Davidallen (ideiglenes jelöléssel 1989 AO3) a Naprendszer kisbolygóövében található aszteroida. Robert H. McNaught fedezte fel 1989. január 4-én.